# Dina Havić
Dina Havić (Rijeka,   13. studenog 1987.), hrvatska rukometašica, članica ŽRK Umag. Članica je i Hrvatske rukometne reprezentacije igra na poziciji lijeve obrambene.